# Kanojo, okarishimasu
Kanojo, okarishimasu (Nhật: 彼女、お借りします dịch "Bạn gái, tôi thuê cô") hay gọi tắt là Kanokari (かのかり), là một loạt manga hài lãng mạn Nhật Bản được viết và vẽ minh hoạ bởi Miyajima Reiji. Bộ truyện được đăng tải lần đầu trên tạp chí Weekly Shōnen Magazine của Kodansha vào tháng 7 năm 2017. Tính đến tháng 4 năm 2021, truyện đã bán được hơn 8 triệu bản in tại thị trường Nhật Bản. Một bản anime dài tập gồm hai mùa do hãng TMS Entertainment sản xuất được lên sóng truyền hình từ tháng 7 năm 2020 đến nay. Tại Việt Nam, anime được kênh YouTube Muse Việt Nam, trực thuộc Muse Communication phát hành dưới nhan đề tiếng Việt là Bạn gái thuê.

## Cốt truyện
Kinoshita Kazuya bị bạn gái Nanami Mami chia tay sau khi hẹn hò được một tháng. Sau đó, anh quyết định sử dụng một ứng dụng để thuê một cô bạn gái tên Mizuhara Chizuru, một cô gái xinh đẹp và hấp dẫn. Tuy nhiên, vì cô ấy không phải là bạn gái thật, anh đã đánh giá thấp cô. Khi Kazuya bị Chizuru mắng vì điều đó, anh nhận ra cô nóng nảy hơn anh tưởng. Tuy nhiên, khi bà của Kazuya nhập viện vì đột quỵ, anh đưa Chizuru đi cùng và bà của anh đã rất bất ngờ khi biết cô ấy tuyệt vời đến thế nào. Sau đó, Kazuya tiếp tục thuê Chizuru để giữ thể diện trước gia đình và bạn bè, nhưng mọi chuyện dần trở nên phức tạp khi cả hai phát hiện ra rằng họ là hàng xóm và cùng học chung trường đại học. Tiếp đến, các cô gái khác từ dịch vụ thuê bạn gái cũng lần lượt tham gia.  

## Nhân vật

### Nhân vật chính
Kinoshita Kazuya (木ノ下 和也 (Mộc Hạ Hoà Dã))
Lồng tiếng bởi: Fukushima Jun (PV 2017), Ishiya Haruki (PV 2018), Horie Shun (anime)
Đóng bởi: Ōnishi Ryūsei (live-action)
Một sinh viên đại học, sau cuộc chia tay đau đớn với bạn gái Mami, quyết định thuê bạn gái. Ch. 1Anh sớm thấy mình kẹt trong hoàn cảnh phải tiếp tục thuê Chizuru để tiếp tục xuất hiện cùng gia đình và bạn bè. Sau đó, anh phát triển tình cảm lãng mạn đối với Chizuru.Ch. 16
Mizuhara Chizuru (水原 千鶴 (Thủy Nguyên Thiên Hạc)) / Ichinose Chizuru (一ノ瀬 ちづる)
Lồng tiếng bởi: Amamiya Sora (PV 2017, anime), Yūki Aoi (PV 2018)
Đóng bởi: Sakurada Hiyori (live-action)
Một sinh viên đại học, làm thêm ngoài giờ bằng việc làm bạn gái cho thuê cho công ty Diamond. Cô luôn tự hào về việc bản thân được xếp hạng nổi bật trong ứng dụng, nhưng trở nên khó chịu và bực tức khi Kazuya làm cô ấy xấu hổ và đã cho cô đánh giá thấp trên ứng dụng.Ch. 1-3 Ở trường, cô đi học với tên thật là Ichinose Chizuru, có vẻ ngoài mọt sách với cặp kính lớn tối màu và bím tóc bện.Ch. 2 Ngay sau đó, cả Chizuru và Kazuya phát hiện ra cả hai là hàng xóm của nhau, sống ở hai phòng chung cư liền kề.Ch. 3 Cô tiếp tục cho phép Kazuya thuê các dịch vụ của mình để giúp bà của anh và giúp anh trong các vấn đề khác trong cuộc sống. Sau đó, câu chuyện tiết lộ việc cô làm bạn gái thuê là để kiếm tiền phát triển sự nghiệp và ước mơ trở thành một diễn viên.Ch. 31
Nanami Mami (七海 麻美 (Thất Hải Ma Mỹ))
Lồng tiếng bởi: Yūki Aoi (PV 2018, anime)
Đóng bởi: Akita Shiora (live-action)
Bạn gái cũ của Kazuya. Cô có mái tóc vàng ngắn.Ch. 1 Bên ngoài thì có vẻ thân thiện, nhưng đôi khi lại thể hiện cảm xúc ghen tuông và thỉnh thoảng khiến bạn bè sợ hãi. Cô bị sốc và nghi ngờ về việc Kazuya đã nhanh chóng tìm được một người bạn gái khác ngay sau khi bỏ anh.Ch. 4-6
Sarashina Ruka (更科 瑠夏 (Canh Khoa Lưu Hạ))
Lồng tiếng bởi: Tōyama Nao
Đóng bởi: Kudō Mio (live-action)
Một cô gái được giới thiệu là bạn gái của Kazuya, nhưng thực ra cũng đang làm bạn gái cho thuê của một công ty khác. Cô đeo băng đô trên đầu. Cô muốn hẹn hò với Kazuya thật sự sau khi thấy anh đối xử tử tế và nồng nhiệt với Chizuru và cô.Ch. 20-25 Cô ở trong tình trạng sức khỏe mà nhịp tim bị thấp nên luôn theo dõi, và Kazuya là người đầu tiên làm nhịp tim của cô tăng cao.Ch. 28
Sakurasawa Sumi (桜沢 墨 (Anh Trạch Mặc))
Lồng tiếng bởi: Takahashi Rie
Đóng bởi: Sawaguchi Aika (live-action)
Một cô gái cũng làm bạn gái cho thuê cùng với công ty của Chizuru. Cô đang học năm nhất tại trường đại học và là người mới trong ngành. Cô có mái tóc màu hồng với một bím tóc được tạo kiểu ở một bên. Cô có một tính cách nhút nhát, và bằng sự thúc giục của Chizuru để hẹn hò với Kazuya để cải thiện kỹ năng của mình như một người bạn gái cho thuê, sau đó nảy sinh tình cảm với anh.
Yaemori Mini (八重森 みに)
Lồng tiếng bởi: Serizawa Yū
Cô là 1 nhân vật mới, được xuất hiện trong chap 105 của bộ manga. Do cô xuất hiện khá muộn nên không có nhiều thông tin về cô. Yaemori là 1 người hàng xóm của Kazuya, người mà hỗ trợ công việc và thúc đẩy chuyện tình cảm của anh với Chizuru. Ngoài ra cô còn là 1 idol trong các nền tảng livestream..

### Nhân vật phụ
Kinoshita Nagomi (木ノ下 和 (Mộc Hạ Hoà))
Lồng tiếng bởi: Nozawa Yukari
Đóng bởi: Kino Hana (live-action)
Bà nội của Kazuya. Bà rất vui mừng khi biết rằng Kazuya và Chizuru là một cặp.Ch. 1 Bà vừa là bạn với bà của Chizuru.Ch. 2 và điều hành một cửa hàng rượu với gia đình của bà.
Kibe Yoshiaki (木部 芳秋 (Mộc Bộ Phương Thu))
Lồng tiếng bởi: Akasaka Masayuki 
Người bạn thời thơ ấu và bạn học đại học của Kazuya.Ch. 4 Thỉnh thoảng anh cho Kazuya lời khuyên về cách giải quyết các mối quan hệ của mình. Anh cũng biết bà nội của Kazuya và làm việc bán thời gian để giúp đỡ công việc kinh doanh của bà.
Kuribayashi Shun (栗林 駿 (Lật Lâm Tuấn))
Lồng tiếng bởi: Kajiwara Gakuto
Bạn đại học của Kazuya. Anh có mái tóc ngắn và đeo kính.Ch. 4
Kinoshita Kazuo (木ノ下 和男)
Lồng tiếng bởi: Sanpei Yūki
Bố của Kazuya. Ông điều hành một cửa hàng rượu do gia đình sở hữu cùng với mẹ và vợ.
Kinoshita Harumi (木ノ下 晴美)
Lồng tiếng bởi: Natsutani Miki
Mẹ của Kazuya. Bà điều hành một cửa hàng rượu do gia đình sở hữu cùng với chồng và mẹ chồng.
Ichinose Sayuri (一ノ瀬 小百合)
Lồng tiếng bởi: Sadaoka Sayuri
Bà của Chizuru. Trong thời kỳ hoàng kim của mình, Sayuri là một nữ diễn viên, truyền cảm hứng để Chizuru trở thành chính mình. Sayuri và người chồng quá cố Katsuhito đã cùng nhau nuôi nấng cháu gái sau khi người mẹ đơn thân của Chizuru qua đời
Nakano Umi (中野 海)
Lồng tiếng bởi: Ishikawa Kaito
Bạn của Chizuru và bạn cùng lớp trong trường diễn xuất. Ban đầu, Kazuya nhầm tưởng Umi là bạn trai thật của Chizuru.

## Truyền thông

### Manga
Kanojo, okarishimasu do tác giả Miyajima Reiji viết và vẽ minh họa. Bộ truyện bắt đầu xuất bản trong tạp chí Weekly Shōnen Magazine vào tháng 7 năm 2017, sau đó các chương truyện được Kodansha biên soạn thành thành 41 tập truyện tankoubon phát hành đến tháng 7 năm 2025. Bản dịch tiếng Anh của truyện do Kodansha USA phát hành tại Bắc Mĩ, với tập đầu tiên ra mắt vào tháng 6 năm 2020.
Một phần manga ngoại truyện cũng do Miyajima sáng tác có tên Kanojo, hitomishirimasu (彼女、人見知ります), đã đăng tải trên ứng dụng Magazine Pocket của Kodansha  kể từ ngày 21 tháng 6 năm 2020 và có khoảng 3 tập truyện được phát hành. Nội dung phần manga này chủ yếu nói về nhân vật Sakurasawa Sumi.

### Anime
Một anime chuyển thể được công bố vào ngày 15 tháng 12 năm 2019. Hãng phim TMS Entertainment sản xuất anime và Koga Kazuomi tiếp nhận vị trí đạo diễn, Hirota Mitsutaka viết phần kịch bản, Hirayama Kanna thiết kế nhân vật và Hyadain sáng tác nhạc. Ban nhạc The Peggies biểu diễn ca khúc mở đầu mỗi tập phim là "Centimeter" (センチメートル Senchimētoru). Bài hát "Kokuhaku Bungee Jump" (告白バンジージャンプ) của Halca được dùng làm bài hát kết thúc phim kể từ tập 2–6 và tập 8–11. Đến tập 7, có sự thay đổi khi bài hát ending mới được thêm vào là "First Drop". Trong tập 12, "Kimi wo Tousite" (君を通して) được dùng làm bài hát kết thúc phim thứ ba, do giọng ca Amamiya Sora trình bày.
Mùa đầu tiên gồm của anime gồm 12 tập được phát sóng từ ngày 11 tháng 7 đến ngày 26 tháng 9 năm 2020 trên khung giờ Super Animeism của kênh MBS và các kênh khác. Mùa thứ hai được công bố sau khi mùa một kết thúc phát sóng và sẽ lên sóng vào năm 2022. Crunchyroll phát sóng anime bên ngoài khu vực châu Á với phụ đề tiếng Anh và bản lồng tiếng Anh. Bộ anime được Muse Communication mua bản quyền phát hành cho khu vực Nam Á và Đông Nam Á, trong đó phụ đề Việt ngữ được bộ phận Muse Việt Nam phát hành thông qua kênh YouTube chính thức.
Mùa thứ hai phát sóng vào ngày 2 tháng 7 năm 2022. Ban sản xuất anime được giữ nguyên. Bài hát mở đầu mùa hai là "Himitsu Koi-Gokoro" (ヒミツ恋ゴコロ) thể hiện bởi CHiCO with HoneyWorks, bài hát kết thúc là "Ienai feat. asmi" (言えない feat.asmi) thể hiện bởi MIMiNARI.

#### Các tập phim
| Tập   | Tựa đề                                                                | Đạo diễn          | Biên kịch        | Ngày phát sóng gốc  |
| ----- | --------------------------------------------------------------------- | ----------------- | ---------------- | ------------------- |
| Mùa 1 |                                                                       |                   |                  |                     |
| 1     | "Bạn gái thuê" "Rentaru kanojo" (「レンタル彼女」)                    | Ueno Fumihiro     | Hirota Mitsutaka | 11 tháng 7, 2020    |
| 2     | "Bạn gái cũ và bạn gái" "Moto kano to kanojo" (「元カノと彼女」)      | Tanazawa Takashi  | Hirota Mitsutaka | 18 tháng 7, 2020    |
| 3     | "Biển và bạn gái" "Umi to kanojo" (「海と彼女」)                      | Yamada Taku       | Hirota Mitsutaka | 25 tháng 7, 2020    |
| 4     | "Bạn bè và bạn gái" "Tomodachi to kanojo" (「友達と彼女」)            | Okuwaki Masaharu  | Hirota Mitsutaka | 1 tháng 8, 2020     |
| 5     | "Suối nước nóng và bạn gái" "Onsem to kanojo" (「温泉と彼女」)        | Yamada Taku       | Tsubota Fumi     | 8 tháng 8, 2020     |
| 6     | "Bạn gái và bạn gái" "Kanojo to kanojo" (「彼女と彼女」)              | Une Shin'ya       | Uehara Rie       | 15 tháng 8, 2020    |
| 7     | "Bạn gái thuê và bạn gái" "Kari kano to kanojo" (「仮カノと彼女」)    | Koga Kazuomi      | Hirota Mitsutaka | 22 tháng 8, 2020    |
| 8     | "Giáng sinh và bạn gái" "Kurisumasu to kanojo" (「クリスマスと彼女」) | Kadota Hideyiko   | Tsubota Fumi     | 29 tháng 8, 2020    |
| 9     | "Nói dối và bạn gái" "Uso to kanojo" (「嘘と彼女」)                   | Kuzuya Naoyuki    | Hirota Mitsutaka | 5 tháng 9, 2020     |
| 10    | "Bạn gái của bạn bè" "Todomachi to kanojo" (「友達の彼女」)           | Kimura Yoshitsugu | Tsubota Fumi     | 12 tháng 9, 2020    |
| 11    | "Sự thật và bạn gái" "Shinjitsu to kanojo" (「真実と彼女」)           | Yamada Taku       | Uehara Rie       | 19 tháng 9, 2020    |
| 12    | "Thổ lộ và bạn gái" "Kokuhaku to kanojo" (「告白と彼女」)             | Koga Kazuomi      | Uehara Rie       | 26 tháng 9, 2020    |
| Mùa 2 |                                                                       |                   |                  |                     |
| 13    | "Giấc mơ và bạn gái" "Yume to Kanojo" (夢と彼女)                      | Koga Kazuomi      | Hirota Mitsutaka | 2 tháng 7 năm 2022  |
| 14    | "Bạn gái của mọi ngày" "Itsumo no Kanojo" (いつもの彼女)              | Suzuki Kyōhei     | Hirota Mitsutaka | 9 tháng 7 năm 2022  |
| 15    | "Lại thành bạn gái" "Sairai no Kanojo" (再来の彼女)                   | CTB               | CTB              | 16 tháng 7 năm 2022 |

### Phim live-action
Vào tháng 5 năm 2022, bản chuyển thể live-action của bộ truyện được công bố. Bộ phim được đạo diễn bởi Yamamoto Daisuke với phần kịch bản của Asō Kumiko, có sự tham gia của diễn viên Ōnishi Ryūsei trong vai Kazuya và Sakurada Hiyori trong vai Chizuru. Phim được phát sóng trên kênh ABC vào ngày 3 tháng 7 năm 2022.

### Trò chơi điện tử
Một trò chơi điện tử dựa trên bộ truyện có tên là Kanojo, Okarishimasu Heroine All-Stars do Enish phát triển, được công bố vào tháng 6 năm 2021. Trò chơi dự kiến phát hành trên Android và iOS vào tháng 9 năm 2021. Trò chơi có sự góp mặt của các nhân vật nữ chính trong truyện cùng với các nhân vật khác từ manga của Weekly Shōnen Magazine như Fairy Tail, Thất hình đại tội, Domestic na Kanojo, Kanojo mo kanojo, Enen no Shouboutai, Kishuku Gakkō no Juliet, Yamada-kun to nana-nin no Majo và Mahō Sensei Negima!.

### Trích dẫn
- ^  "Ch." là dạng rút gọn cho chương và đề cập đến số chương của manga Kanojo, Okarishimasu được xuất bản bởi Kodansha Comics.